# Jiří Kvapil
Jiří Kvapil (ur. 1971) – czeski biegacz narciarski reprezentujący także Czechosłowację, złoty medalista mistrzostw świata juniorów. Największy sukces osiągnął w 1990 roku, kiedy zdobył złoty medal w biegu na 10 km techniką klasyczną podczas mistrzostw świata juniorów w Les Saisies. Był też między innymi piąty w sztafecie i siódmy w biegu na 10 km klasykiem na rozrywanych rok później mistrzostwach świata juniorów w Reit im Winkl. W Pucharze Świata zadebiutował 12 grudnia 1992 roku w Ramsau, zajmując 80. miejsce w biegu na 10 km stylem dowolnym. Mimo kilkukrotnych startów nigdy nie zdobył punktów w zawodach tego cyklu. Nigdy też nie wziął udziału w igrzyskach olimpijskich ani mistrzostwach świata.

## Osiągnięcia

### Mistrzostwa świata juniorów
| Miejsce | Dzień    | Rok  | Miejscowość   | Konkurencja             | Wynik     | Strata  | Zwycięzca       |
| ------- | -------- | ---- | ------------- | ----------------------- | --------- | ------- | --------------- |
| 16.     | 28 marca | 1990 | Les Saisies   | 30 km stylem dowolnym   | 1:28:15,4 | +5:10,7 | Johann Mühlegg  |
| 1.      | 30 marca | 1990 | Les Saisies   | 10 km stylem klasycznym | 29:55,4   | -       | -               |
| 7.      | 31 marca | 1990 | Les Saisies   | Sztafeta 4x10 km        | 2:00:31,0 | +3:14,0 | NRD             |
| 7.      | 6 marca  | 1991 | Reit im Winkl | 10 km stylem klasycznym | 29:15,1   | +21,4   | Thomas Alsgaard |
| 29.     | 8 marca  | 1991 | Reit im Winkl | 30 km stylem dowolnym   | 1:25:35,9 | +8:10,8 | Thomas Alsgaard |
| 5.      | 10 marca | 1991 | Reit im Winkl | Sztafeta 4x10 km        | 1:40:45,0 | +4:27,7 | Norwegia        |